# Плоские пиявки
Плоские пиявки, глоссифониды (лат. Glossiphoniidae) — семейство хоботных пиявок (Rhynchobdellida). 

## Описание
Большинство видов — небольшие пиявки (длиной до 2—3 см), хотя отдельные представители, например, Haementeria ghilianii, достигают в длину 45 см, таким образом являясь, наоборот, самыми крупными представителями пиявок. Тело плоское, листообразное, широкое, имеет цвет от совсем светлого до бурого, часто полупрозрачное, со сложным узором из пятен и полос на теле. Для северных форм показано явление меланизма.
Тело сегментированное. Полный сегмент (сомит) в типе состоит из трёх колец, которые у Torix могут сливаться. Отдельные сегменты, наиболее передние и наиболее задние, могут включать меньшее число колец. 
На переднем конце тела имеются глаза в числе от 1 (у Helobdella) до 4 (у Theromyzon) пар. Число и расположение глаз часто является ключевым признаком, по которому определяется родовая принадлежность плоских пиявок. В отличие от глоточных пиявок (Erpobdelliformes), у плоских пиявок глаза всегда располагаются двумя рядами, а не полукругом.  
Плоские пиявки не способны плавать (исключением является Hippobdelloides), они ползают по водным растениям и другим предметам, пользуясь своими присосками как органами прикрепления. При передвижении они медленно «шагают», изгибая своё тело дугою наподобие гусеницам пядениц.
Имеется мускулистый хобот. Для ряда видов показано наличие вблизи передней части желудочно-кишечного тракта наличия эзофагеальных органов, содержащих бактериальных симбионтов. Характерно наличие 6—7 (до 9 у Hyperboreomyzon и 10 у Alboglossiphonia quadrata) пар карманов (отростков) желудка, служащих для временного запасания поглощённых питательных веществ. Задняя пара карманов, как правило, длиннее прочих, может ветвиться и тянется вдоль кишечника. Кишечник также образует 4 пары небольших карманов. 
Дыхание, как и у большинства пиявок, совершается непосредственно через кожу. Присутствует брюшной и спинной кровеносные сосуды.
Коконы тонкостенные.  Характерна забота о потомстве. Коконы с яйцами самка вынашивает на брюшной стороне тела. Вышедшая из яиц молодь некоторое время остаётся на теле матери, питаясь вместе с нею её добычей.

## Образ жизни
Сугубо пресноводные формы, редко встречаются в слабо солоноватых водах. Различные виды плоских пиявок питаются различными животными — среди них есть хищники, паразиты улиток (в том числе типовой вид Glossiphonia complanata), рыб и амфибий (Hemiclepsis, Batracobdelloides, Batracobdella), черепах (Placobdella costata), птиц (Theromyzon, Hyperboreomyzon) и млекопитающих (Haementheria ghilianii).  
Космополиты (встречаются на всех континентах, кроме Антарктиды). 

## Таксономия

### Систематическое положение
Традиционно семейство включалось в состав отряда хоботных пиявок (Rhynchobdellida) наряду с рыбьими пиявками (Piscicolidae) и Ozobranchidae. Этот отряд был выделен ещё Шарлем Эмилем Бланшаром в 1894 году на основании наличия мускулистого хоботка и противопоставлен бесхоботным пиявкам (Arhynchobdellida), однако позднее обнаружилось, что всё большее количество молекулярных исследований указывает на парафилетический статус хоботных пиявок.  Несмотря на это, точные взаимоотношения между плоскими, рыбьими и бесхоботными пиявками оставались неясными.
Дальнейшие исследования, включавшие секвенирование рибосомальной РНК, показали базальное положение группы, объединяющей семейства Piscicolidae и Ozobranchidae, а также сестринское положение плоских и бесхоботных пиявок, в связи с чем было предложено выделение трёх таксонов — Oceanobdelliformes (с семействами Piscicolidae и Ozobranchidae), Glossiphoniiformes (с семейством Glossiphoniidae) и Arhynchobdellida.
Авторы описания таксона Glossiphoniiformes условно возводят его в ранг подотряда (при этом настоящих пиявок называют отрядом, пиявок — подклассом). В качестве характеристических черт, обосновывающих обособленное положение плоских пиявок, приводится их забота о потомстве, а также сугубо пресноводные местообитания.

### Дочерние таксоны
Е. И. Лукин (1976) на основании морфологических данных выделял среди плоских пиявок два подсемейства: Toricinae и Glossiphoniinae. Современные молекулярные исследования говорят о парафилии Glossiphoniinae и необходимости выделять наиболее рано отделяющееся подсемейство Haementeriinae, включающее рода Haementeria, Placobdella и Helobdella, а также подсемейство Glossiphoniinae вместе с группой родов, традиционно выделяемых в Toricinae. Фигурировавшее в более ранних работах (Sawyer, 1986) выделение подсемейства Theromyzinae не было поддержано новыми исследованиями.
Семейство включает следующие рода:

#### Подсемейство Haementeriinae
- Actinobdella Moore, 1901
- Haementeria de Filippi, 1849
- Helobdella Blanchard, 1896
- Eurobdelloides Bolotov & Pešić, 2025
- Marvinmeyeria Soós, 1969
- Placobdella Blanchard, 1893

#### Подсемейство Glossiphoniinae
- Alboglossiphonia Lukin, 1976
- Batracobdella Viguier, 1897
- Batracobdelloides Oosthuizen, 1986
- Glossiphonia Johnson, 1817
- Hemiclepsis Vejdovský, 1884
- Hippobdelloides Bolotov & Pešić, 2025
- Hyperboreomyzon Bolotov, Eliseeva, Klass & Kondakov, 2022
- Marsupiobdella Goddard & Malan, 1912
- Oosthuizobdella Sawyer, 1986
- Orientobdelloides Bolotov, Eliseeva & Kondakov, 2022
- Placobdelloides Sawyer, 1986
- Theromyzon Philippi, 1867
- Torix Blanchard, 1893

Некоторые рода, выделявшиеся ранее, ныне расформированы или признаны младшими синонимами других родов. К числу таковых относится род Protoclepsis Livanow, 1902, представители которого сейчас относятся к родам Theromyzon и Hyperboreomyzon. Кроме того, роды Desserobdella и Oligobdella признаны младшими синонимами Placobdella, а Gloiobdella и Maiabdella — младшими синонимами Helobdella.

## Возникновение
Метод молекулярных часов предсказывает возникновение плоских пиявок в раннемеловую эпоху, расхождение Glossiphoniinae и Haementeriinae — в среднемеловую.